# あなたの街の都市伝鬼!
『あなたの街の都市伝鬼!』（あなたのまちのとしでんき!）は、聴猫芝居による日本のライトノベル。イラストはうらび。電撃文庫（アスキー・メディアワークス）より2012年2月から同年10月まで刊行された。第18回電撃小説大賞金賞を受賞している。

## あらすじ
ある日、八坂は大学の教授から「都市伝説」をまとめた本を出版しないかと言われる。その申し出を承諾し、家に帰ると鏡の中から少女が現れた。少女は自らを「都市伝鬼」と名乗り、都市伝説について編纂してほしいと頼んできた。

## 登場キャラクター
八坂 出雲(やさか いずも)
本作の主人公。高校1年生で、誕生日は4月1日。実家は茶屋。妖怪・都市伝説などの民俗学の類が好きで、妖怪関連の書物を書いた犬飼教授に憧れるあまりに教授がいる平泉大学に隣接している平泉大学附属高等学校に入学した。高校生でありながら大学の研究室に出入りしている。教授から都市伝説についてまとめた本を正式に研究室に登録できるようになる4年後までに完成させるよう言われ、それを承諾して編纂者となった。1人暮らしだったが、編纂者と認められた後に現れたサキ、コトリ、ベド子と4人で暮らすようになる。美雪との戦いの後、伝鬼だけでなく妖怪についてもまとめるようになった。サキに好意を抱いている。
サキ
本作のヒロインで、「紫の鏡」の都市伝鬼。水色のワンピース、白のニーソックスなど服装は現代風だが自分のことを「妾」と呼ぶなど口調は古風。元々は人を襲う都市伝説だったが、出雲の手帳に「優しい」と書かれたことで人を襲えなくなってしまった。面倒見は良く、家事も得意で世話好き。能力として鏡の中に出入りすることができる。その際には別の鏡に出現することも可能。自分だけでなく、荷物なども入れられる。また、鏡だけでなく窓ガラスなど反射するものであれば何にでも入ることができる。出雲に好意を抱いている。
犬飼 教授(いぬかい きょうじゅ)
平泉大学で民俗学を教えている教授。民間信仰や俗信だけでなく人類学すら含む多分野において相当に高名らしい。だが研究室に出入りしているのは出雲と娘の美雪だけであり、2人とも高校生で大学生でないため正式に研究室に所属している学生は誰もいない。おっとりした性格。正体は狼男であり、北欧神話の狼の神フェンリル。出雲に都市伝説の編纂の話をもちかけ、編纂者として認定した。雨や霧の日には元気になる。
飛田 舞佳(ひだ まいか)
出雲の同級生で、アルバイト先のコンビニで一緒に働く同僚。ジェット婆と人間との間に生まれた半妖の「ジェット女」。母親と同じように高速で走ることができる。長い髪をポニーテールにまとめている。大学の研究室の出入りする出雲を見て大学生と誤解して出雲のことを「先輩」と呼んでいるが、出雲と同級生ということが分かっても呼び名は変わっていない。
コトリ
周りの人間や一族郎党までをも1人残らず殺してしまう呪いの小箱「子取り箱」の都市伝鬼。小柄で、古びた和服を着た日本人形のような容姿をしている。木片を組み合わせて作られた小箱をもっており、開けさせようとする。中には目や耳、唇といった顔の一部が入っており、開けると中から大量の血液が流れ出すと同時に箱の中に引きずり込まれる。家そのものを断絶させる呪いの一環として性機能障害にする。また、本人もその状態にすることを楽しんでいる節がある。
ベド子
「ベッドの下の斧男」の都市伝鬼。本来は男性だが、いくつかあるバリエーションのうち女性であるパターンの姿。常に大きな斧を持っているが、包丁やスコップなど凶器になるものであれば何でも変えることができる。しかし手放すことだけはできない。多少の無理をすればベッドだけでなく布団の下に出現することも可能。
犬飼 美雪(いぬかい みゆき)
出雲のクラスメイトでクラスの委員長。犬飼教授の娘で、その正体は雪女。そのため熱いものが苦手。母親も雪女である。現在は教授と2人で暮らしている。料理は決して上手ではなく、食事はほとんどが外食。伝鬼と同じように、編纂されないと消えてゆく妖怪達を守るため伝鬼の編纂をやめて妖怪のみを編纂するよう出雲に頼んだが、出雲が断ったため伝鬼と対立した。最初は伝鬼を圧倒していたが、出雲が手帳に「都市伝鬼は雪女を打倒できる」と書き込んだため敗れそうになった。その後出雲が妖怪についても編纂すると約束したため和解する。

### 都市伝鬼・妖怪
ヨカ
「死ねばよかったのに」の都市伝鬼。白一色のワンピースを着ている。照れ屋で、思っていることと逆のことを言ってしまう。
落ち女
「笑う自殺者」の都市伝鬼。窓の外を落ちていき、下で何かが潰れる音がする。出雲は1日で18回も見せ付けられた。バレリーナのように片脚を広げて横回転しながら落ちたりもする。
生首
「冷蔵庫の生首」の都市伝鬼。何度扉を開けても消えることなく、そこに存在している。出雲の機転によりコトリの箱に吸い込まれるが冷蔵庫を開けると怒った表情で復活している。
メリー
「メリーさんの電話」の都市伝鬼。金髪と蒼い瞳を持ち、大きな鎌を隠し持っている。電源が入っていない携帯電話にハンズフリーで電話をつなげることができるが、電話に普通に応対するなど掟破り。口調も態度もやる気が無い。
マコ
「赤いマント・青いマント」の都市伝鬼で高校の七不思議の1つ。赤いマントを着た少女。「赤い舌・青い舌」、「赤い手・青い手」なども兼任している。学校だけでなく家のトイレにも出現することができる。
空飛ぶ二宮金次郎像
高校の七不思議の1つ。カウントダウンの後、ロケットのように煙を噴き出しながら飛んでゆく。
マリーネ・フロスライン
高校3年生。人魚と人との間に生まれた半妖。通称は「マリネ」。真夜中に学校のプールで泳いでいて「夜中のプールを泳ぐ人影」という七不思議候補の原因となっていた。自分を捨てた母を恨み、妖怪・伝鬼を丸ごと消すために出雲の手帳を破壊、編纂をやめさせようとした。しかし歌による出雲と舞佳の誘惑に失敗し、舞佳の説得によって親を追いかけることに決めて和解した。
ココ
三毛猫の猫又で、妖怪になったのはつい最近。尻尾が2本しかないのを見苦しく思っている。化ける際には少女の姿になるが実際は雄。化けた際には頭の上に猫の耳が出る。マリネが死にたがっているというのを他の妖怪から聞き、それをやめさせるためだけに猫又となった。マリネにつけられたなまえは「小々太郎」。
ポスター
高校の七不思議の1つ。アイドル研究会の勧誘ポスターのアイドルが絵から抜け出してくる。ずっと笑顔でいるのが疲れるらしい。
天井下がり
白い割烹着を着た少女。300年以上前から存在している。薬缶吊る・釣瓶落とし・茶袋など上から落ちてくる系統の怪異を兼任している。
枕返し
少女の姿をしている。一切言葉を話さず、伝えたいことはジェスチャーで表現する。
6ページ目を探す女の子
高校の七不思議の1つ。廊下に落ちた6ページ目のプリントを拾うと「6ページ目を持っているのはお前か｣と叫びながら襲ってくる。拾ったプリントの番号は6だが、なくしたプリントは別のものであり、渡しても再び襲われる。ちなみに6ページ目は彼女自身が持っていたクリアファイルに挟まっていた。
ぬりかべ
500年くらい前に西の方で生まれたらしい。妖怪のまとめ役で頼れる姉御肌。白髪に紅い瞳の顔を壁に出現させることもできる。
くらら
高校の七不思議の1つ。音楽室でクラリネットを練習している。夜に音楽室に来たクラリネット奏者の前で上手な演奏をした後、交代するという怪談だが演奏は下手。
人体模型
高校の七不思議の1つ。大学から払い下げられた男型の完全分解型模型だが少女の姿をしている。裸でいるのが恥ずかしいらしい。
ダウジング
ペンデュラムの重りの石の上に乗った少女。L字ロッドでも出現する。石を勢い良く回しすぎて目を回したりしている。「ゃぉ」しか言わない。
屋根の女
車の屋根に正座している女。隣に来た車の屋根に飛び移ったりしてくる。首なしライダーに捕まったが、首を取られた後も普通に首だけで話したりしている。
首なしライダー
赤い大型のバイクに黒いレーサースーツを着ている。走っている車の扉を開けて乗っている者の首を取ろうとしてくる。ボンネット上にいた屋根の女を捕まえた後、彼女の首を取った。
清水 総璃(しみず さとり)
旅館「清水屋」の女将であり、その正体はサトリ。背が小さく、子供に見える。人を驚かすことなく人と暮らし続けてきたためにサトリの力をすり減らして消滅の危機にあった。しかし旅館のオーナーである夫以外の人間に編纂されるのを断ったため、出雲達が本を求めて埋蔵金を探すことになる。箱の中にあった、過去にオーナーの編纂した本を寄稿されたことによって消滅せずに済んだ。
夜雀
白いパーカーにスカートを穿き、黒い眼鏡をかけた少女。背中に黒い翼がついている。怖がりで夜は出歩けず、他の妖怪も避けている。鳥目でもあり、強い光に照らされるのも苦手。ダイダラボッチの言いたいことがわかる。
ダイダラボッチ
赤城山の地下にいる。出雲の首から下を埋めるなど悪戯好きで、手と指の動きだけで言いたいことを伝える。編纂に関してはどうでもいいらしい。教授の知り合い。
徳川埋蔵金
赤城山に埋まっている箱。漆塗りで徳川家の家紋が彫り抜かれている。人々の望みを好き勝手に反映し、中には箱を開けた人物の望むものが入っている。総璃を助けたいオーナーが開け、中に入っていた本は出雲に寄稿された。込められた力が大きすぎて自我は構築できなかったらしい。

## 用語
都市伝鬼
人と人が接するときに生まれる心の鬼で、都市伝説の具現化。人と人の間に伝えられることで存在し、語り継がれないと消滅してしまう。都市伝説を知らない者の前には出現できない。
編纂者
都市伝説の編纂をする者。確立していない都市伝説の由来や起こる現象を編纂し、自分が書物にかいた情報を他の情報とどれだけ異なっていても真実にすることができる。それにより曖昧にしか伝えられていない人間の元にも都市伝鬼が確固とした存在を得て出現することができるようになる。

## 既刊一覧
- 聴猫芝居（著）・うらび（イラスト） 『あなたの街の都市伝鬼！』 アスキー・メディアワークス〈電撃文庫〉、全3巻
  1. 2012年2月10日初版発行（同日発売[7]）、ISBN 978-4-04-886275-2
  2. 2012年6月10日初版発行（同日発売[8]）、ISBN 978-4-04-886628-6
  3. 2012年10月10日初版発行（同日発売[9]）、ISBN 978-4-04-886999-7